# Роял Бутан Армі (футбольний клуб)
Роял Бутан Армі (англ. Royal Bhutan Army Football Club) — бутанський футбольний клуб з міста Тхімпху, який виступає у Лізі Тхімпху, другому дивізіоні національного чемпіонату. Переможці дебютного розіграшу вищого дивізіону чемпіонату Бутану, регулярно брали участь в А-дивізіоні у період між 2002 і 2009 роками, коли знялися по ходу сезону. Як випливає з назви, вони були футбольною командою Королівської армії Бутану, яка згодом створила ФК «Тенсунг».

## Історія

### 1986-2006
«Роял Бутан Армі» брала участь у перших задокументованих футбольних змаганнях в Бутані 1986 року, вигравши чемпіонський титул, здобувши перемогу над усіма іншими дев'ятьма командами ліги, яка проходила в одне коло.
Наступний факт участі команди у футбольних змаганнях Бутану припав на 2002 рік, коли «Роял Бутан Армі» виступала в A-Дивізіоні (підсумкове місце колективу в чемпіонаті невідоме). Єдиний відомий результат за участі команди — нічия з «Паро». Наступного сезону клуб фінішував на 4-му місці в A-Дивізіоні. «Роял Бутан Армі» у 8-ми зіграних матчах здобув 3 перемоги та розписав 4 нічиї (турнір проходив в одне коло). Єдиним відомим результатом команди у вище вказаному сезоні була перемога над «Друк Атлетік».
Даних щодо сезону 2004 року обмежені, тому важко сказати, чив виступав клуб у вище вказаному сезоні в A-Дивізіоні, але змагались у 2005 році, в якому фінішувавши п'ятим із семи команд-учасниць. «Роял Бутан Армі» здобув лише три перемоги та дві нічиї у 12-ти поєдинках, ледве уникнувши плей-офф вильоту, щоб зберегти місце в чемпіонаті ще один сезон. Вони виграли краще у плей-оф чемпіонату для клубів А-дивізіону, діставшись до півфіналу, де в серії післяматчевих пенальті з рахунком 1:4 поступилися «Друк Старз» (основний час завершився нічиєю 1:1).
Наступного сезону клуб помітно покращив свої результати в лізі, фінішувавши на третьому місці, випередивши «Друк Пол», але відставши від чемпіона «Транспорт Юнайтед» та невідомого другого місця. Ще один сезон, де наявні фрагментальні записи означають, що для клубу відомий лише один результат, нічия 0:0 з «Друк Полом».

### 2006-2009
«Роял Бутан Армі» фінішувала на п'ятому місці в 2007 році, відставши на одинадцять очок від чемпіона «Транспорт Юнайтед» після чотирнадцяти зіграних матчах у сезоні. У цьому сезоні за участі клубу відомі лише три результати: поразка з рахунком (1:0) «Друк Полу», перемога над «Єєдзіном» із рахунком 2:0 та розгромна перемога 6:0 над найслабшою командою, «Рігжунг».
У 2008 році «Роял Бутан Армі» продемонстрував найкращі виступи з моменту перемоги в національному чемпіонаті у 1986 році. Вони зайняли третє місце в чемпіонаті після «Єедзіна» та «Транспорт Юнайтед». Команда здобула дев'ять перемог та зіграла одну нічию в 14-ти матчах (у тому числі перемога 5:2 над «Друк Полом» та поразка від «Єедзіна»). Окрім цього, вони дійшли до фіналу Нокаут-турніру Ліги Тхімпху, обігравши «Транспорт Юнайтед» з рахунком 6:3 у чвертьфіналі та «Друк Стар» з рахунком 4:1 у півфіналі, але у фіналі 28 вересня на стадіоні «Чангджиджи» програли Єєдзіну з рахунком 3:4.
Наступний сезон, однак, став останнім на сьогоднішній день для клубу в А-дивізіоні. Після семи матчів, з однією перемогою та однією нічиєю, знялись зі змагань. В останній грі першої половини сезону проти «Чодена», отримала технічну поразку і команда вилетіла з чемпіонату.

## Досягнення
- A-Дивізіон Бутану
  -  Чемпіон (1): 1986

- Нокаут-турніру Ліги Тхімпху
  -  Фіналіст (1): 2008